# Brunnenstraße (Berlin)
Die Brunnenstraße (Ausspracheⓘ) ist eine 2,3 Kilometer lange Straße in den Berliner Ortsteilen Mitte und Gesundbrunnen des Bezirks Mitte. Sie verläuft im südlichen Abschnitt des historischen Stadtteils Rosenthaler Vorstadt und im nördlichen Abschnitt durch die Oranienburger Vorstadt. Sie ist Teil der Ausfallstraße vom nördlichen Rand des historischen Stadtzentrums zum Bezirk Reinickendorf im Nordwesten und eine übergeordnete Straßenverbindung.

## Lage und Verlauf
Die Brunnenstraße beginnt im Süden am Rosenthaler Platz bzw. der Torstraße und setzt die Rosenthaler Straße in Richtung Nordwesten fort. Sie grenzt westlich an den Volkspark am Weinbergsweg und wird im weiteren Verlauf von der Invaliden-/Veteranenstraße und der Bernauer Straße gekreuzt. Die Brunnenstraße durchquert das Brunnenviertel und verläuft an der östlichen Seite des Volksparks Humboldthain vorbei bis zur Badstraßenbrücke. Die Brücke bzw. die Badstraße sind die Verlängerung der Brunnenstraße.
Die Hausnummern verlaufen in Hufeisenform vom Haus Nr. 1/2 am Rosenthaler Platz bis zur Badstraßenbrücke und zurück zum Haus Nr. 197/198.
Im Straßenentwicklungsplan gehört die Brunnenstraße zur RBS Klasse II (Übergeordnete Straßenverbindungen). Der Straßenzug Rosenthaler Straße, Brunnen- und Badstraße bildete eine der radialen Ausfallstraßen der historischen Mitte Berlins, die bereits im Hobrecht-Plan des 19. Jahrhunderts Beachtung fand.

### Lebensweltlich orientierte Räume
Nach der seit 2006 gültigen Einteilung der Lebensweltlich orientierten Räume (LOR) gehört die Brunnenstraße südlich der Bernauer Straße im Ortsteil Mitte zum Prognoseraum 01 Zentrum in der Bezirksregion 14 Brunnenstraße Süd. Die dazugehörenden Planungsräume sind 02 Arkonaplatz, östlich und 01 Invalidenstraße westlich der Brunnenstraße. Nördlich der Bernauer Straße, im Ortsteil Gesundbrunnen, gehört die Brunnenstraße zum Prognoseraum 03 Gesundbrunnen in der Bezirksregion 32 Brunnenstraße Nord mit den Planungsräumen 01 Brunnenstraße östlich und 02 Humboldthain westlich der Brunnenstraße.

### Postbezirke
Die Länge und historische Bedeutung der Brunnenstraße in Berlin N bildet sich in der postalischen Zuordnung ab. Der Postbezirk Berlin N 54 umfasste anfangs die Gebäude 1–31 und 160–198, der nördliche Bereich 132–159 als Berlin N 31, später die weitere Unterteilung: 1–31 und 160–198 zu N 54, 32–50 und 138–159 zu N 4 im Verwaltungsbezirk I Mitte, sowie im Verwaltungsbezirk III Berlin-Wedding die Häuser 51–137 als N 31. Seit Einführung der fünfstelligen Postleitzahlen gilt:
- 10119: Brunnenstraße 1–30, 161–172, 176–198
- 10115: Brunnenstraße 32–49 und 138–159, sowie 174 (Eckgrundstück Invalidenstraße 1)
- 13355: Brunnenstraße 53–136

## Geschichte
Die Brunnenstraße erhielt ihren Namen nach dem Gesundbrunnen, einem seit 1751 von Wilhelm Behm betriebenen Heilbad. Stadtteil und Quelle trugen zunächst den Namen Friedrichs-Gesundbrunnen, gebräuchlich war aber nur Gesundbrunnen.

### 18.–19. Jahrhundert

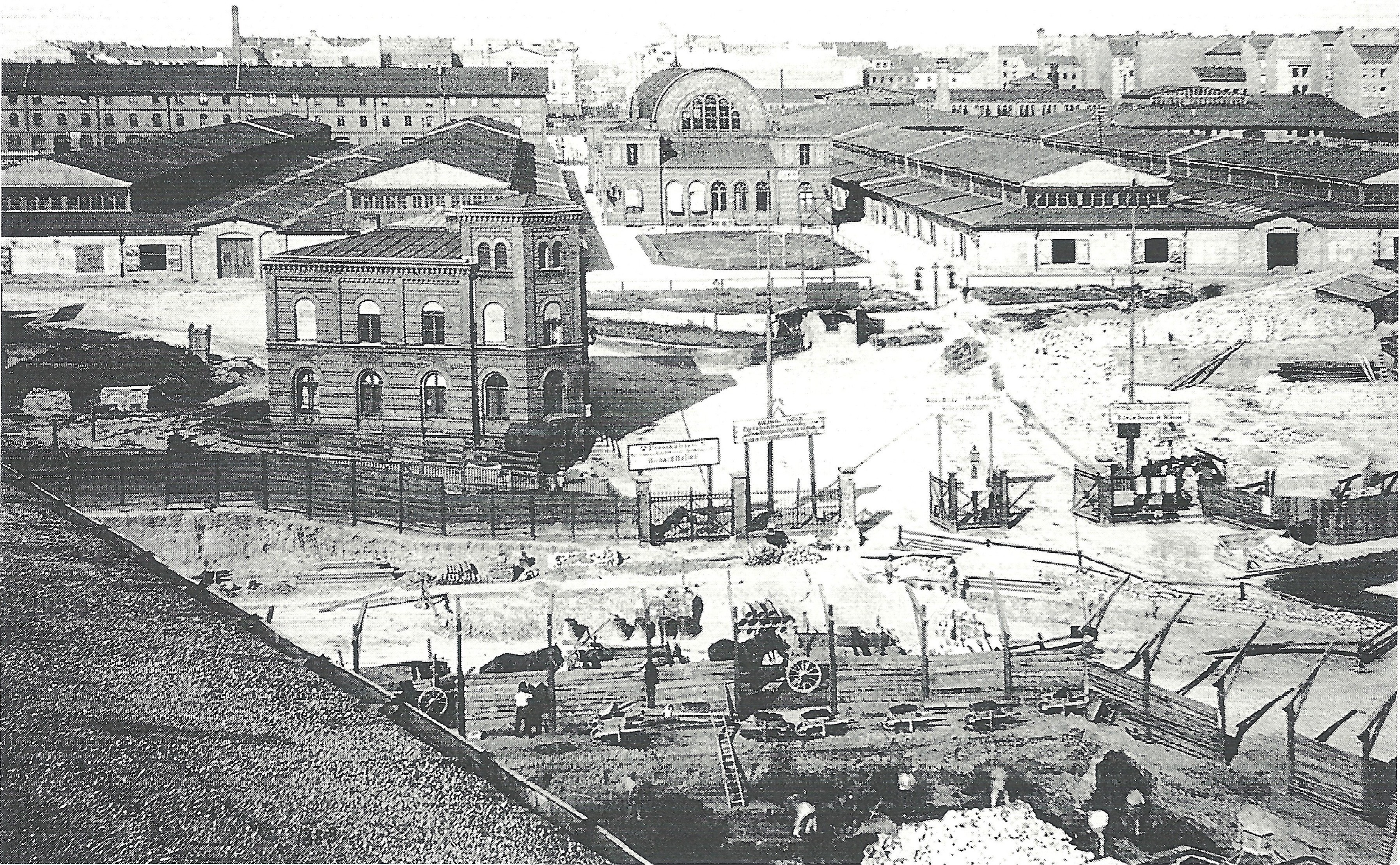
Vieh- und Schlachthof mit Börse, genutzt als Lagerhof 1890 / F. Albert Schwartz

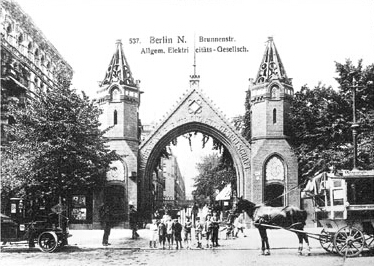
1896/1897 von Franz Schwechten entworfenes „Beamtentor“ der AEG an der Brunnenstraße 111

Vor dem Rosenthaler Tor führte anfangs ein unbefestigter Weg über die Feldmark zu dem seit dem Mittelalter bestehenden Dorf Rosenthal. Nach der Anlage der Kolonie Neu Voigtland in der Mitte des 18. Jahrhunderts war diese Straße nach Rosenthal auf der westlichen Seite auf einer Länge von etwa 350 Metern bebaut – die Erste Reihe im Neuen Voigtland.
1752 wurde auf Befehl von Friedrichs II. die heutige Brunnen- und Badstraße als Verbindung vom Rosenthaler Tor zu der 1748 entdeckten eisenhaltigen Quelle, dem späteren Gesundbrunnen angelegt.
Die Straße erhielt 1801 auf Wunsch der Anwohner die offizielle Bezeichnung „Brunnenstraße“. Die Brunnenstraße gehörte zur näheren Umgebung Berlins und kam 1861 mit der Eingemeindung des Wedding organisatorisch zu Berlin. 1867 wurde das Rosenthaler Tor im Zuge der Beseitigung der Akzisemauer geschleift. Durch den Hobrechtschen Bebauungsplan wurden die vorher landwirtschaftlich genutzten Flächen in Bebauungsquartiere aufgeteilt. Ab den 1870er Jahren passierte eine Pferdebahn die Straße auf ganzer Länge.
Nördlich der Voltastraße zwischen Brunnen- und Hussitenstraße befand sich der erste Berliner Vieh- und Schlachthof. Die Allgemeine Elektricitäts-Gesellschaft (AEG), die seit 1890 das sich in der Nähe befindende Apparatewerk Ackerstraße betrieb, kaufte 1894 dieses Gelände für das neue Werk Brunnenstraße. Hier entstand nach Plänen von Paul Tropp das „Beamtentor“, das im Stil des Historismus 1896/1897 von Franz Schwechten überarbeitet wurde. Dieser plante gemeinsam mit Peter Behrens auch die Fabrikgebäude auf dem Gelände.
Der nördliche Abschnitt der Brunnenstraße wurde nach 1880 mit repräsentativen Mietshäusern bebaut, von denen noch das Wohnhaus Brunnenstraße 115 erhalten ist. Mit dem beginnenden 20. Jahrhundert wurde die Brunnenstraße vom Rosenthaler Platz her zur Geschäftsstraße, die Straßenfassaden wurden aufwändiger mit Erkern, Balkonen und Loggien gestaltet. In den Höfen entstanden oftmals Gewerbebauten.

### Seit dem 20. Jahrhundert
Im Jahr 1904 eröffnete Adolf Jandorf ein Warenhaus an der Ecke zur Veteranenstraße, das später in Warenhaus am Weinberg umbenannt wurde.
Seit der Bildung von Groß-Berlin gehörte die Brunnenstraße südlich der Bernauer Straße zum Bezirk Mitte und der übrige Teil zum Bezirk Wedding.
1930 wurde die U-Bahn-Linie D (heute: Linie U8) zwischen Gesundbrunnen und Neukölln eröffnet. Sie unterfährt die gesamte Brunnenstraße und hat hier die U-Bahnhöfe Rosenthaler Platz, Bernauer Straße und Voltastraße.

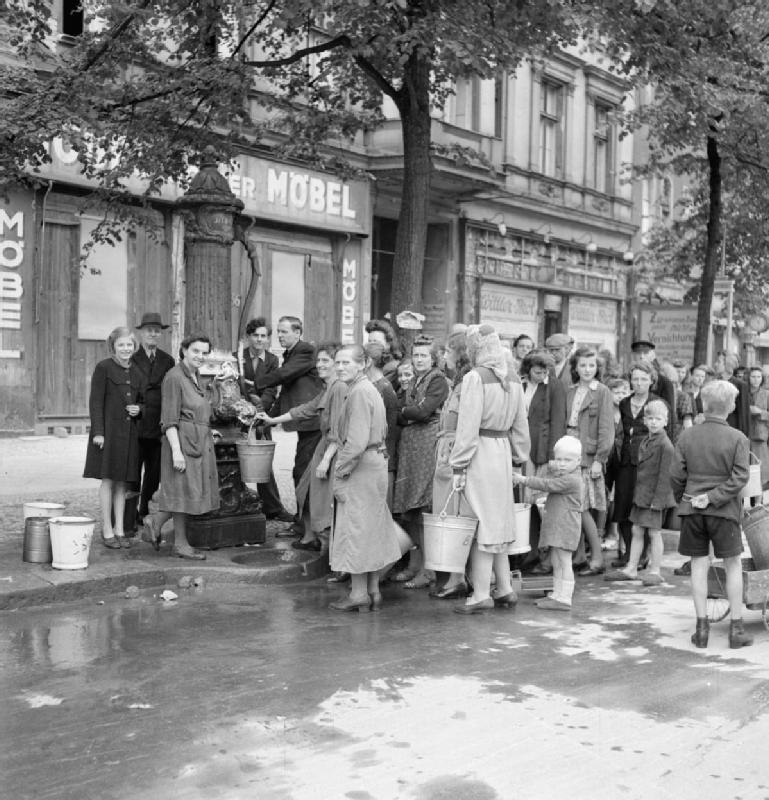
Wasserentnahme, um 1945 an einer Lauchhammerpumpe vor Brunnenstraße 36

Die Brunnenstraße war im Zweiten Weltkrieg von den alliierten Luftangriffen quartierweise schwer betroffen. An der Ecke Veteranenstraße waren die Bauten auf mehreren Grundstück komplett zerstört. Weitere Zerstörungen in größerem Umfang gab es an beiden Seiten nördlich der Bernauer Straße (51–58 und 119–137), an der Westseite über die Usedomer Straße hinweg und auf dem AEG-Gelände. Die Himmelfahrtkirche an der Grenzstraße wurde als beschädigt, aber als wiederaufbaufähig geführt. Dennoch wurde die Ruine 1949 gesprengt.
Der Hochbunker im Humboldthain wurde 1948 gesprengt und mit Trümmerschutt verfüllt. Bei der Neugestaltung des Parks bis 1951 entfiel die Grenzstraße.
Mit dem Ende des Zweiten Weltkriegs verlief die Brunnenstraße im südlichen Teil durch den Sowjetischen und nördlich der Bernauer Straße im Französischen Sektor Berlins.
Am 13. August 1961 wurde die Straße aufgrund des Mauerbaus in Höhe der Bernauer Straße unterbrochen. Auch die in Ost-Berlin liegenden U-Bahnhöfe der Linie 8 zwischen Voltastraße und Moritzplatz wurden geschlossen, sodass die U-Bahnen ohne Halt vom Wedding nach Kreuzberg durchfuhren. Seit dem Mauerbau war auch der Straßenbahnverkehr unterbrochen. Während in West-Berlin bis 1967 Straßenbahnen abgeschafft wurden, verkehrten zwischen Rosenthaler Platz und Invalidenstraße weiterhin verschiedene Linien. In der unmittelbaren Folge des Mauerbaus kam es im Bereich der Bernauer Straße zu vielen Fluchtversuchen aus den auf der Südseite angrenzenden Wohnhäusern und durch Abwasserkanäle und selbstgegrabene Fluchttunnel im lehmigen Untergrund der Bernauer Straße.
Auf West-Berliner Seite wurde im Schatten des dreiseitig abgeriegelten Gebietes südlich des Bahnhofs Gesundbrunnen auf Initiative des damaligen Regierenden Bürgermeisters Willy Brandt das damals größte zusammenhängende Sanierungsgebiet Deutschlands festgelegt. Aufgrund der Kahlschlagsanierung wurden die meisten Bewohner in Umsetzwohnungen im Märkischen Viertel verdrängt. Die Neubebauung veränderte erheblich das Gesicht der Brunnenstraße, insbesondere die Wohnhäuser auf der Ostseite der Straße nördlich der Bernauer Straße, mit den vorgelagerten Pavillons und den Straßenüberbauungen an der Lortzing- und Demminer Straße. Der östliche Teil der Stralsunder Straße ist seitdem bis zum Vinetaplatz autofrei und begrünt.

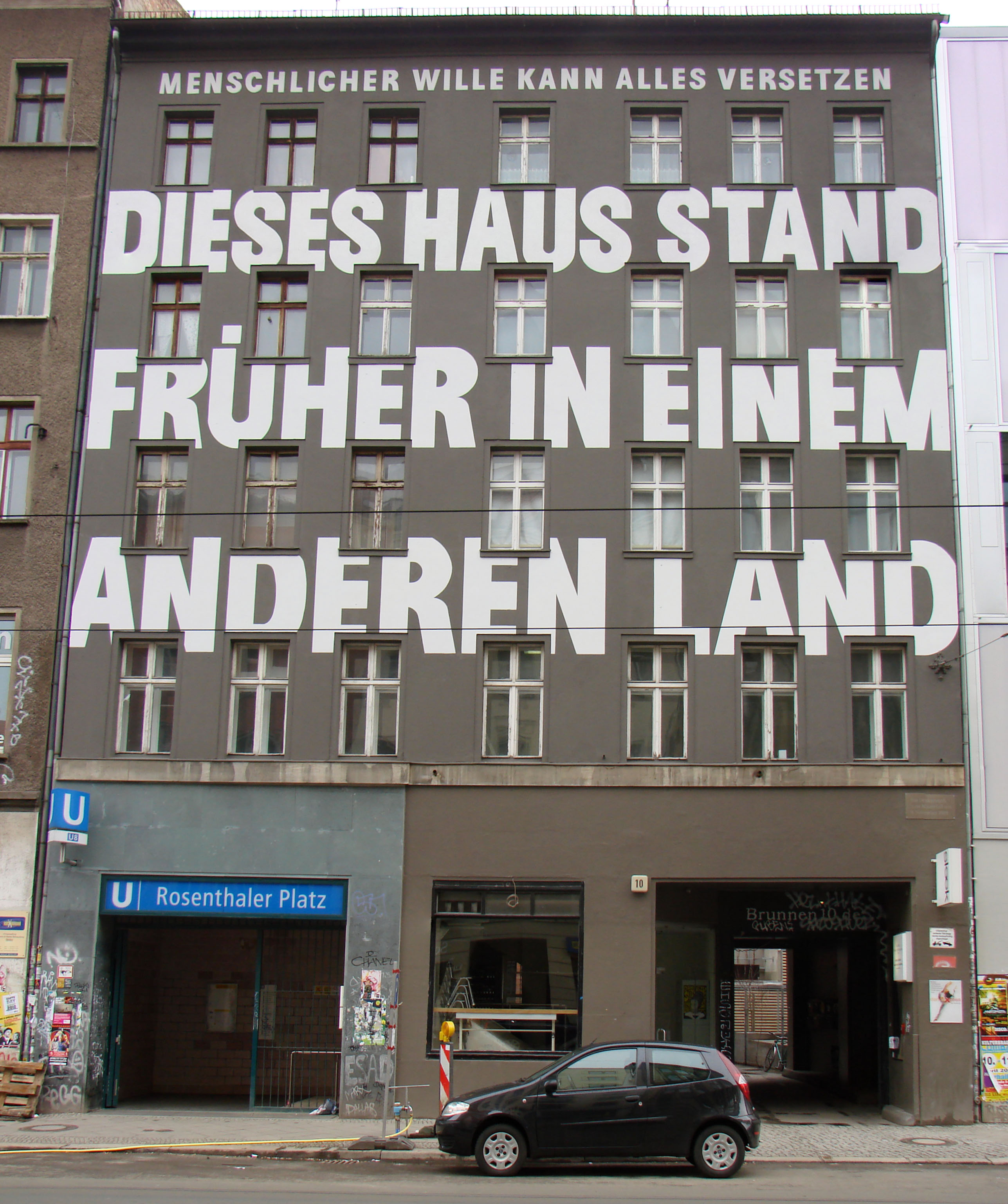
Wohnhaus Brunnenstraße 10 mit Fassadengestaltung von Jean-Remy von Matt

Seit der politischen Wende ist der Gesundbrunnen über die Brunnenstraße wieder an die historische Mitte Berlins angebunden. Eine doppelte Pflastersteinreihe erinnert an den Standort der Berliner Mauer. Die beiden an der Brunnenstraße gelegenen „Geisterbahnhöfe“ Rosenthaler Platz und Bernauer Straße der Linie 8 gehörten zu den ersten U-Bahnhöfen in Berlin-Mitte, die nach dem Mauerfall wiedereröffnet wurden.
In der Brunnenstraße und in umliegenden Straßen haben sich eine Vielzahl an Kunst-Galerien angesiedelt, sodass die Brunnenstraße in der Kunstszene zu einem Begriff wurde. 1993 wurde die Brunnenstraße zwischen Invaliden- und Bernauer Straße komplett erneuert mit Radwegen und neuen Baumpflanzungen.
Die Brunnenstraße in ihrem Abschnitt im Ortsteil Mitte war von 1994 bis 2009 Bestandteil des Sanierungsgebietes Rosenthaler Vorstadt. Seitdem entwickelt sich insbesondere die südliche Hälfte der Brunnenstraße zu einem bei Galeristen und insbesondere bei jüngeren Familien beliebten Wohngebiet.

### Grundstücksentwicklung
Die Grundstücke Brunnenstraße 1–53 bestanden 1857 im Berliner Stadtbezirk 101 Brunnenstraßenbezirk, dem Polizeirevier 25 und zum Kirchenspiel V: Elisabeth-Kirchspiel (mit der Elisabeth-Kirche Invalidenstraße). Die Brunnenstraße 1 lag am Rosenthaler Thor, zwischen 129 und 130 kreuzte die Invalidenstraße und die rücklaufende Zählung endete mit 157 an der Thorstraße. Nach 1870 wurde die Bebauung der Brunnenstraße erweitert: rechte Seite: 1 am Weinbergsweg, zwischen 21 und 23 verlängerte Invalidenstraße, 31 und 32 Anklamerstraße, 39 und 40 Rheinsbergerstraße, 42 und 43 Schönholzerstraße, 46 und 47 Bernauerstraße, 54 und 55 Stralsunderstraße, 61 und 62 Planstraße 37; westliche Seite zwischen 66 und 73 (Baustellen, Humboldthain) Grenzstraße, zwischen 98 und 99 Stralsunderstraße, 108 und 109 Bernauerstraße, 114b und 114c Rheinsbergerstraße, 121b und 122 Anklamerstraße, 129a und 130 Invalidenstraße, 157 Elsasserstraße. Für das Jahr 1885 ergaben sich Änderungen in den Eigentumsverhältnissen. Während 1892 noch die Zählung mit dem Grundstück 157 in Hufeisennummerierung endet, wird für 1893 das Eckhaus an der Elsasserstraße mit 198 angegeben, diese Grundstücksnummerierung besteht noch immer.

## Besondere Bauten und Denkwürdigkeiten
- Liste der Kulturdenkmale in Berlin-Mitte/Rosenthaler Vorstadt – Baudenkmale
- Liste der Kulturdenkmale in Berlin-Gesundbrunnen – Gesamtanlagen
- Liste der Kulturdenkmale in Berlin-Gesundbrunnen – Baudenkmale
- Liste der Kulturdenkmale in Berlin-Gesundbrunnen – Gartendenkmale

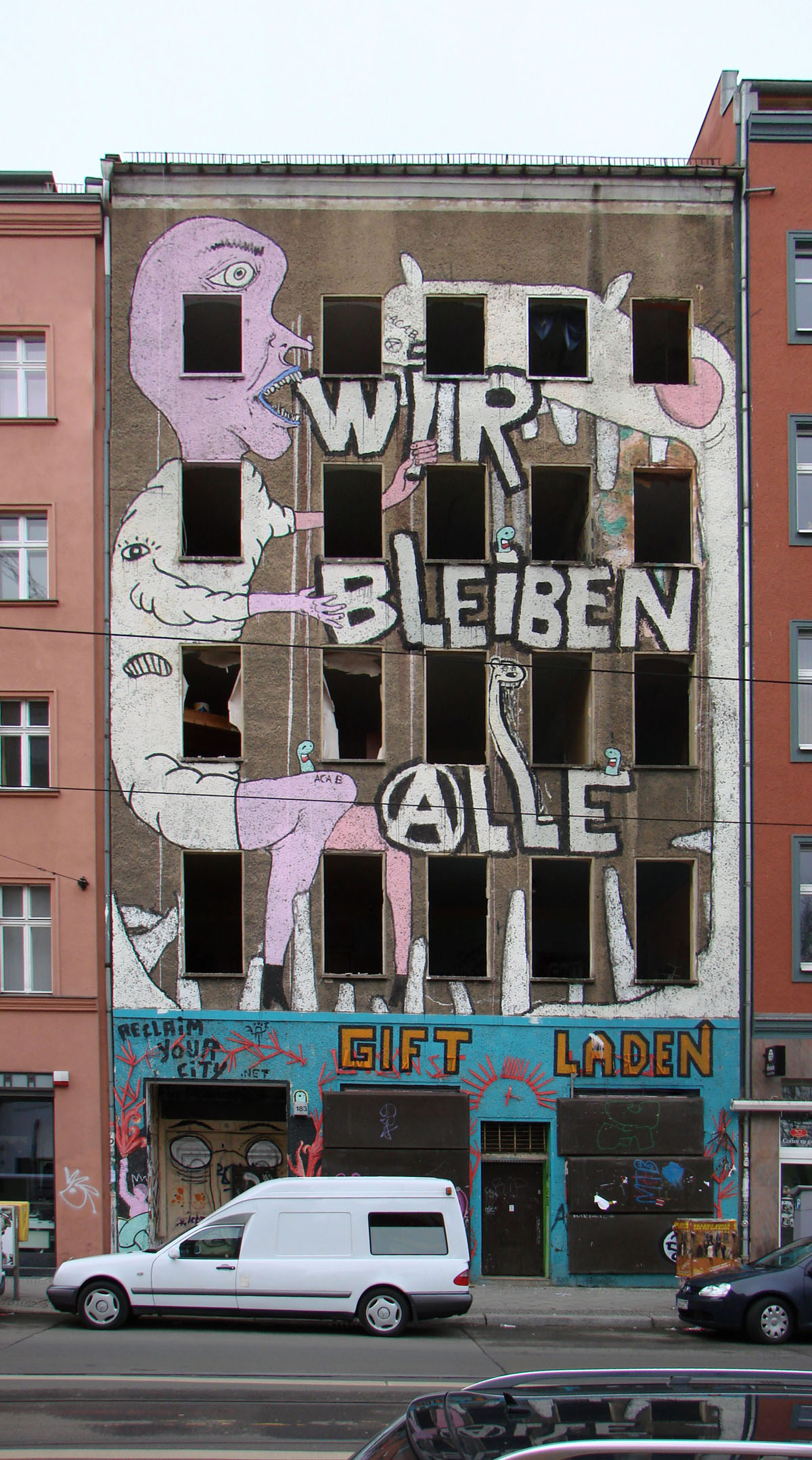
Entwohntes Projekt in der Brunnenstraße 183, 2010

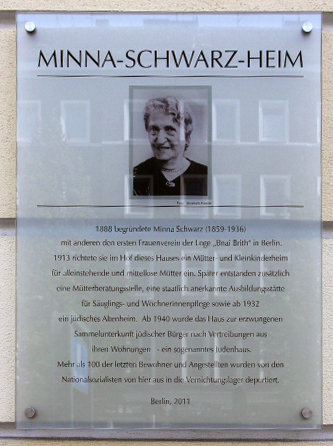
Gedenktafel Minna-Schwarz-Heim, Brunnenstraße 41, 2013

- Brunnenstraße 6/7. Im Zuge des politischen Umbruchs 1989/1990 wurde die Brunnenstraße 6/7 im Sommer 1990 besetzt. Im Frühjahr 1991 wurde die Besetzung durch Mietverträge legalisiert. 1998 wurde ein Teil des Hauskomplexes durch 300 Polizisten geräumt.[19] 2015 lebten in der Brunnenstraße 7 circa 90 Menschen in Wohngemeinschaften zusammen.[20]
- Brunnenstraße 19/20. Die Architektengemeinschaft Lachmann & Zauber entwarfen das Kaufhaus Jandorf an der Einmündung der Veteranenstraße in die Brunnenstraße. Die für Kaufhausbauten dieser Zeit typische Fassade wurde an der Ecke mit einem weithin sichtbaren Dachreiter bekrönt.[21] Während der DDR-Zeit war das Modeinstitut der DDR in diesem Gebäude untergebracht. Seit 2019 wird das Haus von der Daimler AG genutzt.[22]
- Brunnenstraße 33. ehemalige Synagoge Beth Zion auf dem Hinterhof: 1910 erbaut durch Fritz Hellwig (Schirmfabrik en gros), Privatsynagoge des Vereins Beth-Zion. Die Inneneinrichtung wurde 1938 von Nationalsozialisten zerstört. Das Gebäude wird heute als Lehr- und Betsaal einer Talmud-Tora-Schule genutzt.[23]
- Brunnenstraße 41. Ehemaliges Minna-Schwarz-Heim. Ab 1908 gab es in der Brunnenstraße ein Entbindungsheim. Um 1913/1914 errichtet Minna Schwarz (1859–1936), Mitbegründerin des ersten Frauenvereins der Loge B’nai B’rith in Berlin, auf ihre Kosten im Hof des Hauses den Bau eines viergeschossigen Gartenhauses für ein Mütter- und Säuglingsheim für alleinstehende und mittellose Mütter. Später entstanden zusätzlich eine Mütterberatungsstelle, eine staatlich anerkannte Ausbildungsstätte für Säuglings- und Wöchnerinnenpflege. 1932 wurde eine Etage des Hauses in ein Altenheim umgewandelt, in das Minna Schwarz bald darauf selbst einzog. Ab 1940 wurde das Haus zu einem sogenannten Judenhaus, eine erzwungene Sammelunterkunft jüdischer Bürger nach Vertreibungen aus ihren Wohnungen. Mehr als 100 der letzten Bewohner und Angestellten wurden von den Nationalsozialisten von hier aus in die Vernichtungslager deportiert.
- Brunnenstraße 111 und Gustav-Meyer-Allee 25, Voltastraße 5/6 sowie Hussitenstraße (Gesamtanlage Industrieanlage, Fabrik, Kran, Bahntunnel, E-Werk): AEG am Humboldthain, Datierung 1894–1941, Architekten Franz Heinrich Schwechten& Kraaz, Johannes & Behrens, Peter & Karl Bernhard[24]
- Brunnenstraße 183. Hier befand sich ein Hausprojekt mit rund 35 Bewohnern, die dort in einem Kunst- und Kulturprojekt gemeinschaftlich lebten und arbeiteten. Im selben Haus befanden sich auch die Kneipe Ballast der Republik sowie der Giftladen, ein mit dem Umweltpreis der Stadt ausgezeichnetes nichtkommerzielles Projekt, bei dem nicht mehr benötigte Gebrauchsgegenstände abgegeben und durch andere bei Bedarf mitgenommen werden konnten (Umsonstladen). Am 26. Mai 2009 wurden dem Hausprojekt und dem Giftladen Räumungsbescheide zugestellt. Das Haus wurde am 24. November 2009 geräumt.[25] Anstatt wie angekündigt ein Mehrgenerationenhaus zu errichten, wurde das Haus nach der Räumung weiter verkauft. Der neue Eigentümer begann 2013 mit einer umfassenden Sanierung und einer Neugestaltung der Fassade im „Broadway-Style“ mit Anlehnung an den Art déco.[26]

Stolpersteine

Vor folgenden Häusern in der Brunnenstraße wurden Stolpersteine verlegt; Einzelheiten für die Ortsteile Gesundbrunnen und Mitte:
- Nr. 14 (Eingang Weinbergspark): Artur Rosenthal[27]
- Nr. 16 Sophie Boroschek[28]
- Nr. 40: Lieselott Neumark[29]
- Nr. 41: Erna Herrmann[30]
- Nr. 41: Else Luft, geb. Meyer[31]
- Nr. 50: Max[32] und Walter Michaelis,[33] Helene Michaelis, geb. Rohr[34]
- Nr. 50: Jachet Rohr (geb. Zanderling)[35]
- Nr. 114: Benno,[36] Ephraim[37] und Dwore Ziller, geb. Kornberg[38]
- Nr. 118: Erich Dawideit
- Nr. 165: Minna Blum[39]
- Nr. 165: Alexander[40] und Johanna „Hanka“ Grothendieck[41]
- Nr. 165: Alexander Schapiro[42]
- Nr. 178: Grete[43] und Isaak Feilschuss[44]
- Nr. 193: (kriegszerstört)  Mahjub (Bayume Mohamed) bin Adam Mohamed (Husen)[45]
- Nr. 194: Leopold Alfred Arnheim[46]
- Nr. 195: Karoline Hecht[47]
- Nr. 195: Edith[48] und Georg Winter[49]

## Filme
Die Brunnenstraße war Handlungsort in Spielfilmen und Thema von Dokumentationen.
- Ausschnitt aus Polizeiruf 110 – Eine nette Person, DDR 1983. YouTube, im Video ist unter anderem die Ecke Brunnen- / Veteranenstraße zu sehen
- Volkspolizei. Dokumentarfilm, DDR, 1985, 60 min, Regie: Thomas Heise, Kamera: Peter Badel, Ton: Erhard Dormeyer. In: Thomas Heise: Material. Hrsg.: Edition Filmmuseum. Juni 2011. Der Film zeigt die Aktivitäten der Volkspolizisten des Reviers 14 auf der Brunnenstraße in Berlin am Vorabend des Ersten Mai.
- Die Brunnenstraße von Ost nach West. Dokumentarfilm, Deutschland, 2008, 43:30 min, Buch und Regie: Lutz Rentner und Otto Sperlich, Produktion: rbb, Reihe: Berliner Ecken und Kanten, Erstausstrahlung: 5. November 2008, Filminformationen. (Memento vom 11. Februar 2013 im Webarchiv archive.today) rbb.